# Tarots de Mantegna
Les Tarots de Mantegna (en italien : Tarocchi del Mantegna, ou « Jeux de Tarot de Mantegna ») sont un ensemble de 50 estampes de maîtres italiens du XVe siècle en forme de cartes, dont il existe deux versions différentes réalisées par deux artistes inconnus. Les jeux sont connus comme Tarots de Mantegna, série E et Tarots de Mantegna, série S, et on nomme conventionnellement leurs auteurs « Maître des Tarots de Mantegna de la série E » et « Maître des Tarots de Mantegna de la série S ».
Malgré leur nom, on n'a pas ici un jeu de tarot, mais des cartes d'aide visuelle à visée éducative et philosophique. Celles-ci portent sur un modèle humaniste du cosmos de la Renaissance, le jeu présentant un système d'activités et de fonctions divines, ainsi qu'une idéologie et un structure sociale.
Il existe plusieurs copies et des versions postérieures.

## Origine du nom
Le nom, conventionnel mais erroné, est le résultat d'une confusion de la part d'historiens qui ont cru qu'Andrea Mantegna (1431-1503), réputé introducteur de la gravure sur cuivre en Italie, avait gravé des trionfi, ici tenus pour des atouts du tarot. (Trionfi est le nom italien du jeu au XVe siècle). L’abbé Pietro Zani, vers 1800, avait cru pouvoir interpréter les lettres identifiant les séries, A, B, C, D, E, comme autant d’initiales des noms de couleurs italiennes. 

## Nature
Les Tarots de Mantegna ne sont ni un tarot, ni vraiment un jeu de cartes : il s'agit plutôt d'une série  d’images à visée éducative pour la  société lettrée, bien qu'aucun document sur leur utilisation n'ait survécu. Cette suite avait sans doute une ambition encyclopédique, dans une démarche humaniste largement inspirée d'écrits antiques parmi lesquels les Noces de Philologie et de Mercure de Martianus Capella ( m. 428 ?). Certains des jeux les plus anciens furent reliés sous forme de livre et sont conservés, notamment à la Bibliothèque nationale de France, et tous les exemplaires sont imprimés sur de simples feuilles de papier fin. Parmi ces exemplaires, ceux de Cincinnati, de Paris et de New York portent des traces de coloration en or à la main, ce qui est rare pour ce genre d'impression : le volume devait constituer un objet de collection pour son propriétaire, sans doute imprégné des idéaux humanistes. Les feuilles du musée Condé de Chantilly sont entièrement piquées, les contours des figures ont été criblés de petits trous, selon un procédé qui permettait le report du motif en vue de sa copie.

## Attributions et origine géographique
Bien que son nom soit conservé, les historiens de l'art ne croient plus qu'Andrea Mantegna ait été l'auteur de ces gravures, comme on le pensait jusqu'au XIXe siècle, mais ils estiment que le jeu est l'œuvre d'un artiste, anonyme mais expérimenté, probablement de l'école de Ferrare ; les similitudes avec Cosmè Tura ont été soulignées. Dans La Gravure en Italie avant Marc-Antoine (1883), Henri Delaborde affirmait déjà qu'il ne s'agissait pas d'œuvres d'Andrea Mantegna et faisait remarquer que les Tarocchi ne pouvaient être un jeu de tarot, étant donné d'une part qu'il ne s'agit pas de cartes mais de feuilles simples, et que, d'autre part, l'organisation des figures et de leurs groupes n'a rien à voir avec un jeu de Tarot (Émile Galichon note que le jeu de Tarot est composé de 78 cartes, organisées en divers groupes précis, alors que les Tarots de Mantegna n'en présentent que 50, divisées en cinq groupes de dix). Les deux auteurs soulignent que le support matériel choisi ne permet pas la manipulation répétée propre à un jeu. Delaborde ajoute toutefois que si l'œuvre a pu être confondue avec ce jeu, c'est que l'ouvrage « [a] été publié à l'imitation des tarots, mais à titre de recueil purement emblématique et moral. »
L'italien Maso Finiguerra a lui aussi été un temps vu comme auteur, tout comme le graveur florentin Baccio Baldini, chez lequel le critique britannique William Young Ottley voyait une similitude entre ses Sibylles dans Monte Santo di Dio (1477) et le tarot ,. Enfin, se basant sur la personnalité fougueuse de Sandro Botticelli, Galichon envisage de lui attribuer les dessins originaux, qui auraient été gravés par Baldini. Galichon et Delaborde s'accordent en tous cas à déceler dans cette œuvre un style florentin, aux dessins proviendraient de différentes mains (dont Botticelli), mais dont le graveur semble être unique et est probablement Baldini,.
D'autres indices pointent vers Venise, comme l'influence du dialecte local, avec l'utilisation de la lettre « x » en lieu et place de « g », et la figure de doge, largement propre à Venise. 

## Datation
Daté d'environ 1465, il s'agit de l'un des tout premiers jeux de Tarot, contemporain de celui de Visconti-Sforza — considéré comme le premier bien que certains considèrent les Mantegna Tarocchi comme antérieurs ; en outre il pourrait s'agir d'un des tout premiers jeux éducatifs[réf. nécessaire].
La date et le lieu de création sont toujours débattus, mais Ferrare vers 1465 (« Série E ») et 1470-1475 (« Série S ») sont les plus communément admis. Certaines des images sont copiées dans un manuscrit bolonais daté de 1467, qui fournit un terminus ante quem à la « Série E ».
Les filigranes étudiés confirment la datation vers 1460, ainsi que la localisation en Italie du Nord (Lucques 1450 pour le filigrane Briquet n° 8440 ; Faenza, Bologne, Venise 1460-1470 pour Briquet n° 6286).

## Description
Le jeu — c'est-à-dire l'ensemble de cartes — est composé de 50 gravures sur cuivre allégoriques emblématiques, réparties en cinq groupes. L'auteur et la datation sont incertaines (voir ci-dessus), mais Giorgio Vasari écrit dans ses Vies qu'Andrea Mantegna (1431-1503) a réalisé des gravures sur cuivres de Cartes Trionfi (en) (un autre nom pour les atouts de Tarot).

### Séries «E» et «S»
Les séries « E » et « S » restent d'importants exemples de gravure italienne, et sont en général conservées dans des musées comme faisant partie de leurs estampes de vieux maître. Les deux jeux originaux sont appelés « Série E » et « Série S », la première étant généralement considérée la plus vieille depuis qu'Arthur Mayger Hind en fit l'étude. Elle est aussi dans l'ensemble la mieux gravée ainsi que la mieux imprimée des deux. Les différences entre les deux montrent que le « Maître des cartes Tarocchi de la série E » était plus au fait des sources littéraires pour ses images. La plupart de celles-ci sont inversées entre les séries (effet miroir).
La lettre « E » du premier groupe est tirée de Estates, soit « les statuts » de l'homme — en rapport avec la première séquence ci-dessus — ; elle a été changée par la suite par la lettre « S » de Stadi (les stades d'évolution), d'où le nom des deux séries[réf. nécessaire].
Les titres de certaines cartes sont écrites en dialecte ferrarais (it) ou vénitien. Certains sujets étaient copiés de cartes à jouer ; d'autres l'étaient de diverses sources d'art contemporain ; enfin, certains furent inventés. Deux estampes sur des sujets différents ont généralement été attribués au maître anonyme appelé « Maître des cartes Tarocchi de la série E » et une autre au « Maître des cartes Tarocchi de la série S ».

### Contenu des jeux

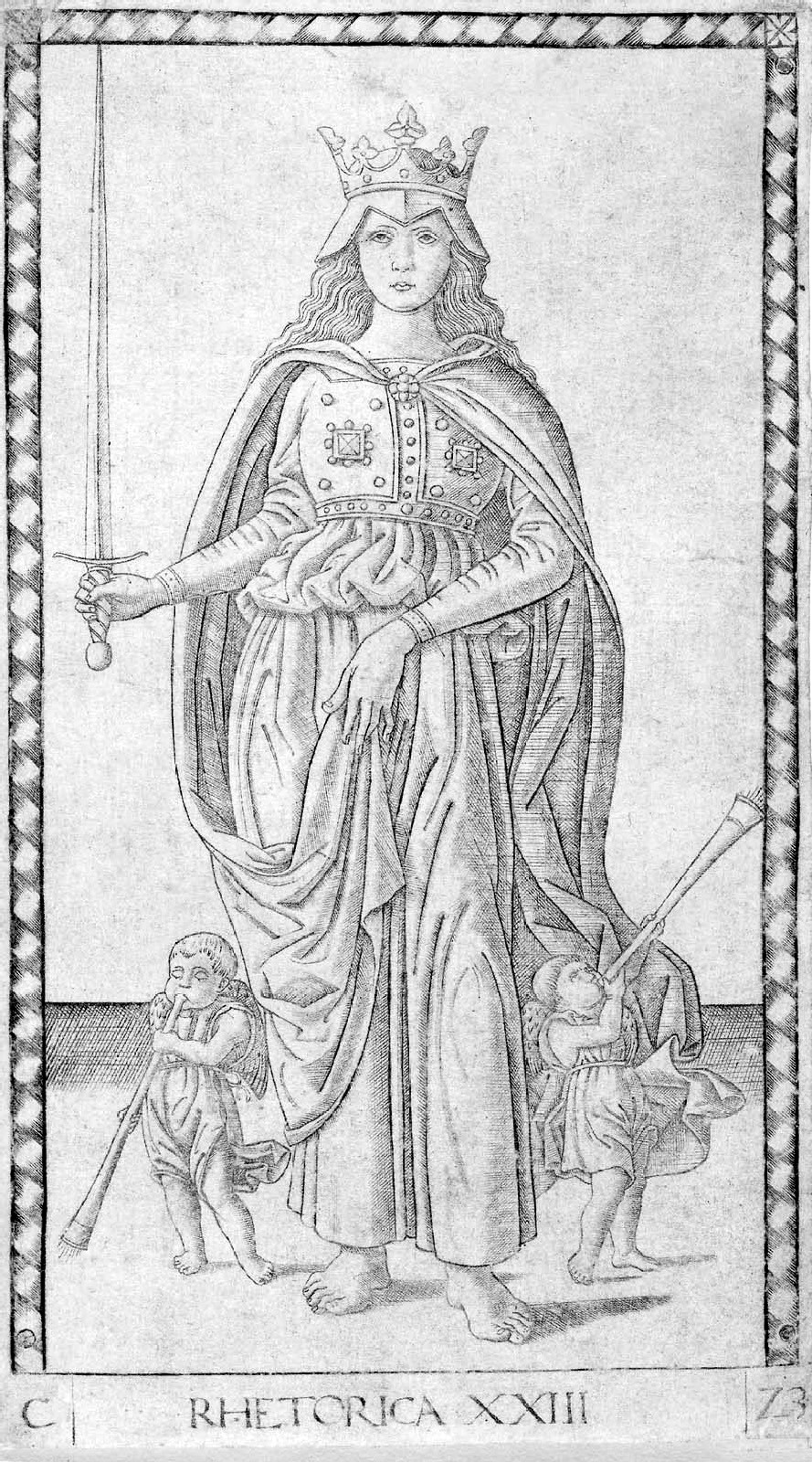
no 23, Rhetorica (Rhétorique), de la série « E »

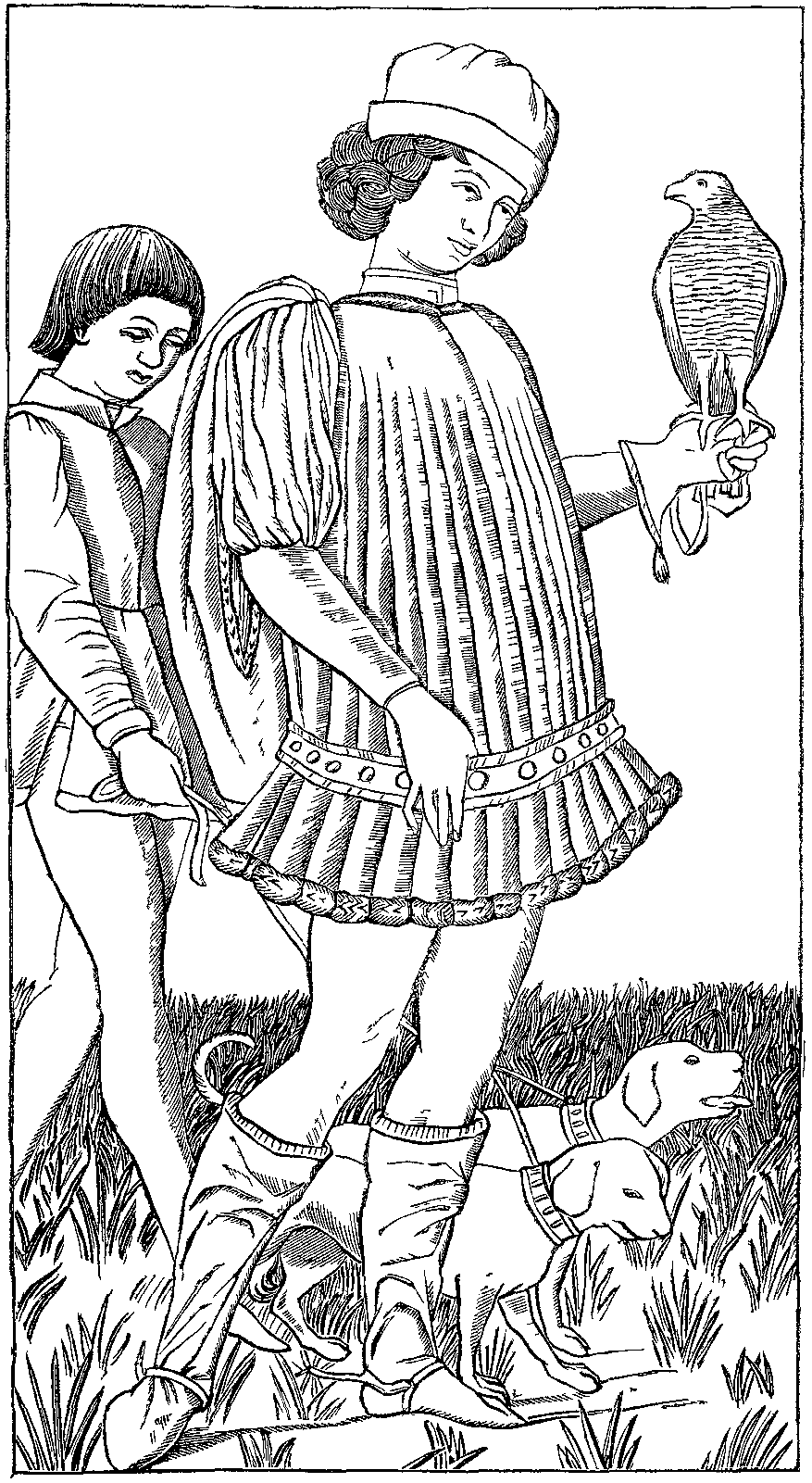
no 5, Zintilomo (Le Gentilhomme)

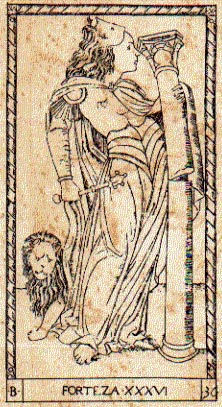
no 36, Forteza (Force)

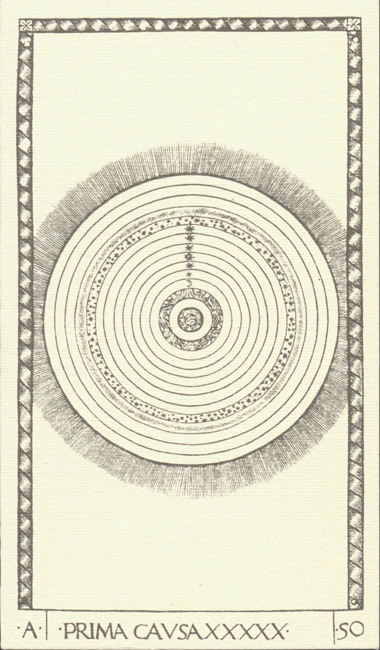
no 50, Prima causa (Cosmos/Dieu)

Selon le jargon des cartes à jouer, toutes ici sont des figures. Au bas des cartes apparaît le nom et le numéro en chiffres romains ; dans les deux coins du bas, il y a des carrés dans lesquels sont précisés en lettres capitales le groupe (à gauche) et les numéros en chiffres arabes (à droite) ; les bordures sont décorées très simplement.
Il est à noter qu'au XIXe siècle, la signification des lettres « E » et « S » n'étaient pas claires du tout, et qu'il était débattu qu'il s'agissait du « E » d'« Épée » équivalant au « S » de « Spada », en considérant que « A » correspondait à « Tutto » (atout), « B » à « Bastone », « C » à « Coppe » et « D » à « Danari » (autre mot pour « or »). Les sujets sont groupés dans cinq séquences (E/S à A (cette dernière étant la plus haute) numérotées respectivement : 1-10 (Société), 11-20 (les Muses et Apollon), 21-30 (les sept vertus et les génies de la lumière), 31-40 (les arts libéraux et les sciences essentielles) et 41-50 (les sphères célestes et le Cosmos/Dieu), chaque groupe étant composé de dix gravures, :
E/S (1-10)Conditions humaines (hiérarchie des personnes)
- 1  Mendiant (Misero)
- 2  Serviteur (Fameio)
- 3  Artisan (Artixan)
- 4  Marchand (Merchadante)
- 5  Gentilhomme (Zintilomo)
- 6  Chevalier (Chavalier)
- 7  Doge  (Doxe)
- 8  Roi (Re)
- 9  Empereur (Imperator)
- 10 Pape (Papa)

D (11-20)Les neuf Muses et Apollon
- Calliope (« belle voix », Muse de la poésie épique, symbolisée par la trompette, et de l'éloquence, symbolisée par une aiguille)
- Uranie (« la Céleste », Muse de l'astrologie, symbolisée par la boussole et le globe céleste)
- Terpsichore (« celle qui aime danser », Muse de la danse et du chant choral, symbolisés par la lyre)
- Érato (« provocatrice du désir », Muse de la poésie lyrique et érotique, ici représentée avec un tambourin)
- Polymnie (« nombreux chants, aux chants multiples, abondance, bonne chère », Muse de la Rhétorique (ici des hymnes héroïques et de l'art du mime), ici représentée avec une lyre)
- Thalie (« la Joyeuse, la Florissante », Muse de la comédie et de la poésie pastorale, symbolisées par un violon et un masque de comédie)
- Melpomène (« la Chanteuse », Muse du chant, de l'harmonie musicale et de la tragédie, symbolisés par une corne et un masque de tragédie)
- Euterpe (« qui sait plaire », Muse de la musique, représentée avec une double flûte
- Clio (« qui rend célèbre », Muse de l'Histoire, représentée avec un parchemin
- Et enfin Apollon, dieu grec du chant, de la musique et de la poésie

C (21-30)Les sept arts libéraux et trois autres sciences basiques de l'époque : la philosophie, l'astrologie et la théologie
- Grammaire, symbolisée par une lime et un vase
- Logique, symbolisée par un dragon voilé
- Rhétorique, symbolisée par une épée
- Géométrie, symbolisée par un cercle, un carré et un triangle
- Arithmétique, symbolisée par des pièces de monnaie
- Musique, symbolisée par une flûte
- Poésie, symbolisée par une flûte et un vase
- Philosophie, symbolisée par une flèche et un bouclier (figure d'Athéna)
- Astrologie, symbolisée par une sphère d'étoile et une baguette (figure angélique)
- Théologie, symbolisée par une sphère céleste et terrénale[Quoi ?] (figure androgyne)

B (31-40)Les trois génies de la lumière : le Génie du Soleil (Iliaco), le Génie du Temps (Chronico) et le Génie du Monde (Cosmico), ainsi que les sept vertus
- Iliaco, Génie du Soleil, symbolisé par un disque du soleil
- Chronico, Génie du Temps, symbolisé par le Dragon Ouroboros
- Cosmico, Génie du Monde, symbolisé par un globe céleste
- Tempérance, vertu cardinale, symbolisée par deux vases ainsi qu'un chat, un chien, une belette
- Prudence, vertu cardinale, symbolisée par un miroir ainsi qu'un dragon
- Force, vertu cardinale, symbolisée par un sceptre ainsi qu'un lion
- Justice, vertu cardinale, symbolisée par une épée et une balance ainsi qu'un crâne
- Charité, vertu théogonale, symbolisée par un portefeuille et l'offrande de la charité, ainsi qu'un pélican
- Espérance, vertu théogonale, symbolisée par l'attitude du priant, ainsi qu'un phénix
- Foi, vertu théogonale, symbolisée par un calice et une hostie, ainsi qu'un chien

A (41-50)Les sept Sphères : le Soleil, la Lune et les cinq planètes traditionnelles : Mercure, Vénus, Mars, Jupiter et Saturne ; viennent ensuite la huitième sphère (Octava Spera) des étoiles fixes, le Primum Mobile et Primum Movens (ou Prima Causa, Dieu)
- Lune, symbolisée par le disque lunaire
- Mercure, symbolisée par un caducée avec deux dragons entremêlés, ainsi qu'un coq
- Vénus, symbolisée par un coquillage, ainsi que des canards
- Soleil, symbolisé par le disque solaire, ainsi qu'un araignée de mer scorpion (en)
- Mars, symbolisée par une épée, ainsi que des chiens de chasse
- Jupiter, symbolisée par des flèches (représentant des éclairs), ainsi qu'un aigle
- Saturne, symbolisée par une faux, ainsi qu'un ouroboros
- Huitième sphère, symbolisée par un disque étoilé
- Primum Mobile, symbolisé par une sphère vide
- Primum Movens, symbolisé par le cosmos

## Analyse et interprétation

### Humanisme de la Renaissance
Le jeu complet est un modèle humaniste du cosmos de la Renaissance, le jeu présentant un système d'activités et de fonctions divines et d'idéologie et de structure sociale. En effet, la structure hiérarchique commence par la personne considérée comme la plus basse, le mendiant, puis passe par l'artisanat, l'aristocratie, le roi et le pape, puis par les Muses, les vertus et les planètes pour arriver aux principes cosmiques, reflets d'une idéologie androcentriste. Selon McLean, il faut y voir une réflexion sur les conditions sociales de l'humanité ainsi que les différentes étapes de développement intérieur : du bas mendiant à la facette de l'âme très spiritualisée du pape ; les Muses sont des ressources pour l'inspiration et la transmutation de l'âme ; les arts libéraux et les sciences sont les archétypes qui travaillent derrière la pensée humaine ; le groupe des vertus représente ce qui travaille, de par les actions extérieures manifestées, les plus hautes âmes de l'humanité, qui aspirent à la perfection intérieure et s'élèvent vers une conscience des génies spirituels de la force de la vie (le soleil), le temps et l'espace ; enfin, les sphères célestes représentent les plus hauts principes fonctionnant comme forces planétaires derrière tous les aspects du monde.
Chaque figure a un nom et un numéro, ce qui rappelle le Hofämterspiel, la différence résidant en ceci que le Tarot de Mantegna reflète un ordre mondial découlant de l'humanisme, avec l'aristocratie et l'Église se retrouvant inférieures aux arts, aux sciences, aux vertus, aux planètes et aux sphère, tandis que le Hofämterspiel reflète la société féodale.
Delaborde voit lui une approche purement éducative avec des images qui « tendaient à rendre familières au peuple certaines notions philosophiques, certaines idées élémentaires sur ce qui mérite d'occuper le cœur ou d'intéresser l'intelligence. »

### Tradition hermétique
Adam McLean parle de tradition hermétique sous-jacente de la Renaissance italienne de la moitié du XVe siècle. C'est en effet à cette période que les académie platoniques des Médicis furent établies et des textes tels que Corpus Hermeticum et les œuvres de Platon traduits. Cette reconstruction de l'ésotérisme hermétique et néoplatonique est reflété dans des concepts tels que les Muses, les arts libéraux, les vertus cardinales et les Sphères célestes (en), et McLean voit les jeux de Tarot de Mantegna comme un livre emblématique de ce courant hermétique.

### Système encyclopédique de Dante
Delaborde rapporte également une analyse antérieure d'Émile Galichon en ces termes : « L'auteur rapproche ingénieusement les intentions  qu'expriment les compositions gravées du système philosophique qui fait le fond, comme il détermine les formes de la Divine Comédie. » Il y voit en effet « l'expression du système encyclopédique de Dante, une spéculation astrologique tendant à assimiler les phases des révolutions célestes à celles de la vie terrestre, un livre d'emblèmes dans lequel la pointe du graveur a remplacé la plume du philosophe pour raconter en cinq chants les récompenses qui attendent l'homme laborieux, intelligent et juste » :

« D'abord misérable [...], l'homme est représenté devenant, par son travail, artisan, puis marchand [...] et pape. Cependant, peu satisfait des dignités auxquelles il est parvenu, [...] il rêve un autre bonheur : il comprend qu'il n'est point né pour une vie grossière [...] mais pour connaître et aimer. Encore attaché aux biens de cette terre, il demande aux muses païennes, conduites par Apollon, de charmer ses sens et son esprit. Bientôt il a épuise les jouissances que ces déesses peuvent lui procurer, et il s'adresse aux arts chrétiens et plus sérieux, espérant y trouver la souveraine béatitude de l'intelligence. Il étude tout à tout la grammaire, la logique [...] et la théologie. Initié aux doctrines païennes et chrétiennes, l'homme peut dès lors abordes ces sciences qui planent au-dessus de toutes les autres et écrire l'histoire humaine, soit en un style iliaque, soit en un style anecdotique, et même, s'il l'ose, l'histoire de l'univers. Mais [l'humanité] porte aussi en elle le besoin d'aimer, et ce germe d'amour qui, sous l'influence d'une culture intellectuelle, se tournait vers le vrai, se dirigea vers ce qui est bon, sous l'influence d'une culture morale. L'homme recherche donc ces vertus cardinales, la prudence, [...] qui existèrent de tous les temps et qui précédèrent les vertus révélées, la Foi, l'Espérance et la Charité, purs rayons émanés de Dieu. Enfin, arrivé au cinquième et dernier chant, l'artiste a voulu traduire avec le burin les neuf cieux superposés de Dante qui environnent la terre et dans lesquels les âmes des justes trouveront des récompenses proportionnées à l'inégalité de leurs mérites. La dernière feuille ne laisse aucun doute à cet égard ; elle nous représente l'univers en son entier ; la terre incandescente occupe le centre, et cache dans ses entrailles ces abîmes dans lesquels les méchants trouveront leur punition. Autour s'étend le ciel terrestre qui avoisine le purgatoire où une flamme douce purifie les âmes et les rend capables de pénétrer dans les sphères célestes des sept planètes : de la Lune, [...] et de Saturne. Au-dessus de ces zones planétaires brille la région des étoiles fixes, limitée par celle du premier mobile, qui entraîne dans son mouvement toutes les autres sphères. Au-delà de ces cieux s'étend l'empyrée, séjour de la divine Trinité, qui les enserre tous et pénètre de sa lumière l'immensité des mondes. Ce chant a donné sa forme aux précédents. [...] »

L'auteur aborde ensuite la vision de Dante Alighieri : « [Dante] pensait qu'il y avait de nombreuses correspondances entre les phases des révolutions célestes et celles de la vie terrestre. » Il fait ensuite, en se basant sur la Divine Comédie une corrélation entre les neuf cieux enveloppant la terre et les neuf sciences qui circonscrivent l'esprit humain et l'éclairent ; entre les sept planètes et les sept arts libéraux ; entre la huitième sphère des étoiles fixes et la philosophie qui répand sur tout sa clarté ; entre le prima mobile et l'astrologie « qui nous montre confondues ensemble la physique et la métaphysique, causes de tout mouvement », etc. Il conclut ainsi : « Cette concordance entre les révolutions du ciel et celles de la terre ou de l'intelligence se retrouvait, croyait-on également alors, avec celles du monde moral. »

### Analyse artistique

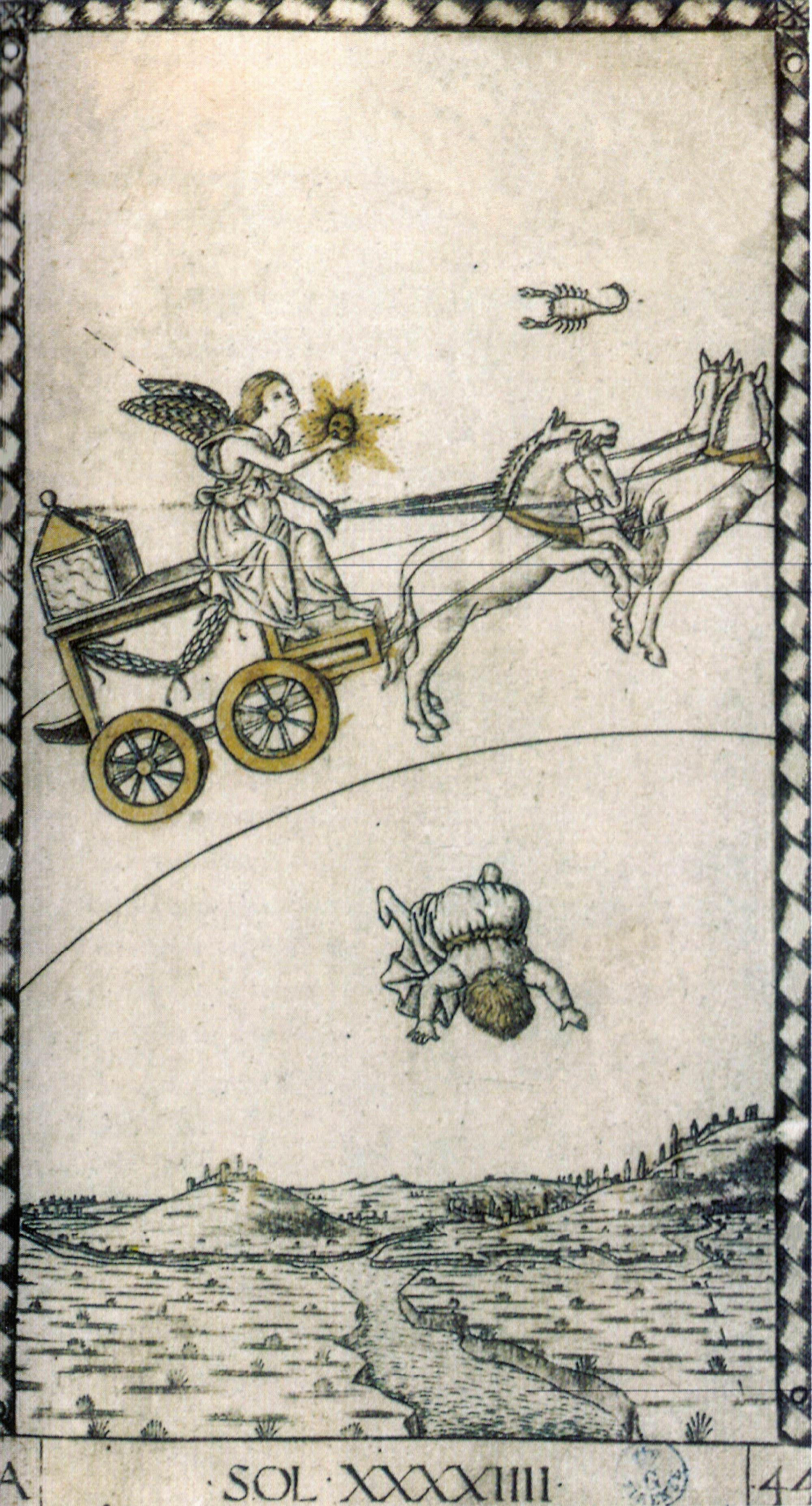
Gravure no 44, Sol (Le Soleil), de la série « E », groupe « A »

Toutes les illustrations sont fortement allégoriques : les différentes significations cachées derrière les symboles offrent plusieurs détails curieux, en plus du sujet principal. Beaucoup de ces symboles sont empruntés de la mythologie classique, dont les textes en grec ancien sont à nouveau étudiés par les spécialistes des XIVe et XVe siècles. Par exemple, la carte « Soleil » est représentée par Apollon (assimilé à Hélios, la personnification du soleil), le dieu qui conduisait son chariot ardent dans le ciel ; un jour son fils Phaéton essaie de le conduire, mais perd le contrôle et comme la terre était en danger à cause de la grande chaleur du chariot, Jupiter frappa Phaéton d'un éclair, faisant ainsi tomber ce dernier dans le fleuve Éridan. On peut observer sur la carte du jeu de tarot de Mantegna cette scène, avec Phaédon tombant dans l'Éridan tandis qu'Apollon conduit le chariot dans le ciel.

## Version postérieures
Ce que l'on a cru être un jeu était en fait un recueil philosophique, astrologique et moral. Il y a donc eu d'autres versions ainsi que des copies postérieures, les graveurs s'empressant de le copier au vu de son grand succès, qui gagne rapidement le monde germanique. La première copie, œuvre d'un graveur peut-être florentin, date des années 1470-1485.
Dès le XVe siècle, les Tarots de Mantegna, constituent un réservoir de compositions pour les artistes, sorte de carnets de modèles. Mais sur les exemples connus, aucun n'a réalisé ces séries sous forme de jeu de cartes et imprimait généralement les estampes en noir et blanc sur du papier fin. Des copies gravées sur bois apparurent plus tard sous forme de livres éducatif ou didactiques :
- Michael Wolgemut (vers 1493-1497) les copie sur bois pour illustrer un livre[N 7] resté inachevé, l'Archetypus Triumphantis Romæ de Peter Danhauser,
- Albrecht Dürer dessine des copies de plusieurs gravures lors de ses visites en Italie en 1495 et 1505, a priori uniquement pour se faire ses propres références,
- Johann Ladenspelder produisit vers 1550 à Cologne une copie complète de la série E,
- Andrea Ghisi (début du XVIIe siècle) incorpora les figures dans un jeu (le jeu du Labyrinthe), en ajoutant de nouveau motifs,
- Cécile Reims grava au XXe siècle 14 cartes de Tarot au burin à partir des Mantegna Tarocchi . Les plaques ont été données par l'artiste à la Chalcographie du Louvre afin qu'elles soient imprimées par l'atelier d'impression taille-douce de la Rmn- Grand Palais et commercialisées à un prix abordable par tous.